# 山川・根占フェリー
山川・根占フェリー（やまがわねじめフェリー）は、鹿児島県指宿市山川金生町の山川港と、鹿児島県肝属郡南大隅町の根占港との間を結ぶフェリー。現在では株式会社なんきゅうドックのフェリーなんきゅうが就航する。 

## 概要
この航路には、いわさきコーポレーション傘下の南海郵船がフェリーを運行していたが、利用客の伸び悩みと経営難によって2002年9月30日で運休となった。運航再開へ向けて自治体といわさきコーポレーションの間で協議が行われたものの難航したため、船舶エンジン修理・販売業の南九エンジンドック（後のなんきゅうドック）が新たに有限会社南九船舶を設立、2003年4月16日に指宿市の指宿港と錦江町の根占港を結ぶ航路を開設した。当初は小型旅客船で運航していたが、2004年8月1日に「フェリーなんきゅう (初代)」が就航、車両航送が可能となり、2005年7月には、「フェリーなんきゅう2」の就航により増便され1日10往復の運航となった。
2006年11月、住民の要望に基づき、鹿児島県と関係自治体はいわさきコーポレーションと協定を結び、山川 - 根占航路の定期運航を再開させ、いわさきコーポレーション傘下の鹿児島商船が「ぶーげんびりあ」を就航させた。2010年2月28日、いわさきコーポレーションは運行支援条件等での交渉不調に伴い、フェリーの運航を再び停止し撤退した。
2011年3月、南九船舶は「フェリーなんきゅう2」の発着場を「ぶーげんびりあ」の使用していた山川港と根占港の発着施設に移動させ暫定運航を開始した。
2011年8月10日、南九船舶は新造船「フェリーなんきゅう (2代)」を導入し、山川港と根占港の発着施設を使用する形での本格的な運行体制に移行した。
2013年4月1日より、夏期（3月-10月）の土日祝日は1往復増便して5往復の運航、夏期の平日および冬期は従来通り4往復の運航となった。
南九船舶は2018年9月13日になんきゅうドックへ吸収合併され、以降はなんきゅうドックが運航している。

## 航路
- 山川港（指宿市） - 根占港（南大隅町）

国道269号線の海上区間に指定されている。所要時間約50分。夏期（3月-10月）は平日4往復・休日5往復、冬期は毎日4往復を運航する。

### 写真集

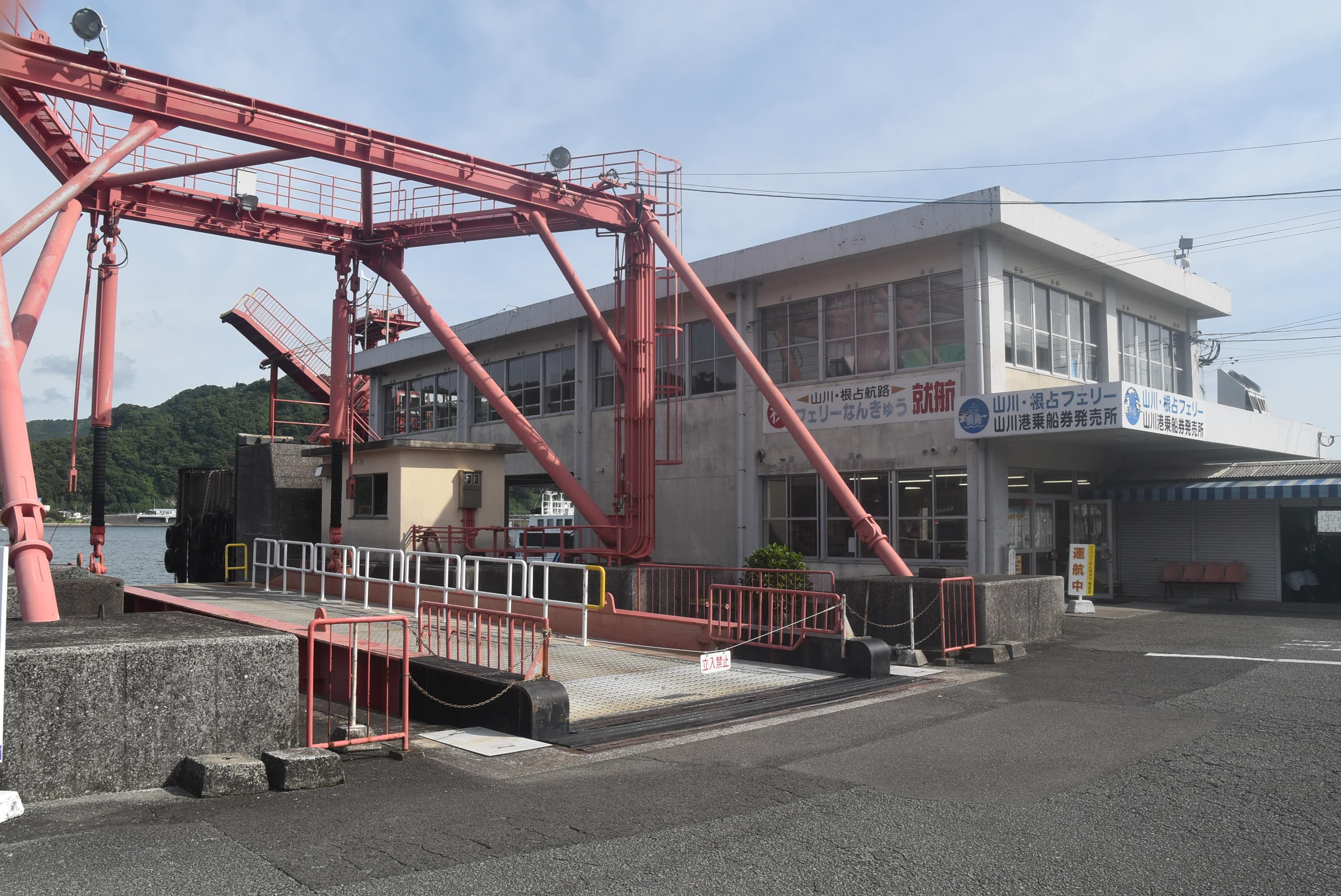
山川・根占フェリーの山川港出入航事務所
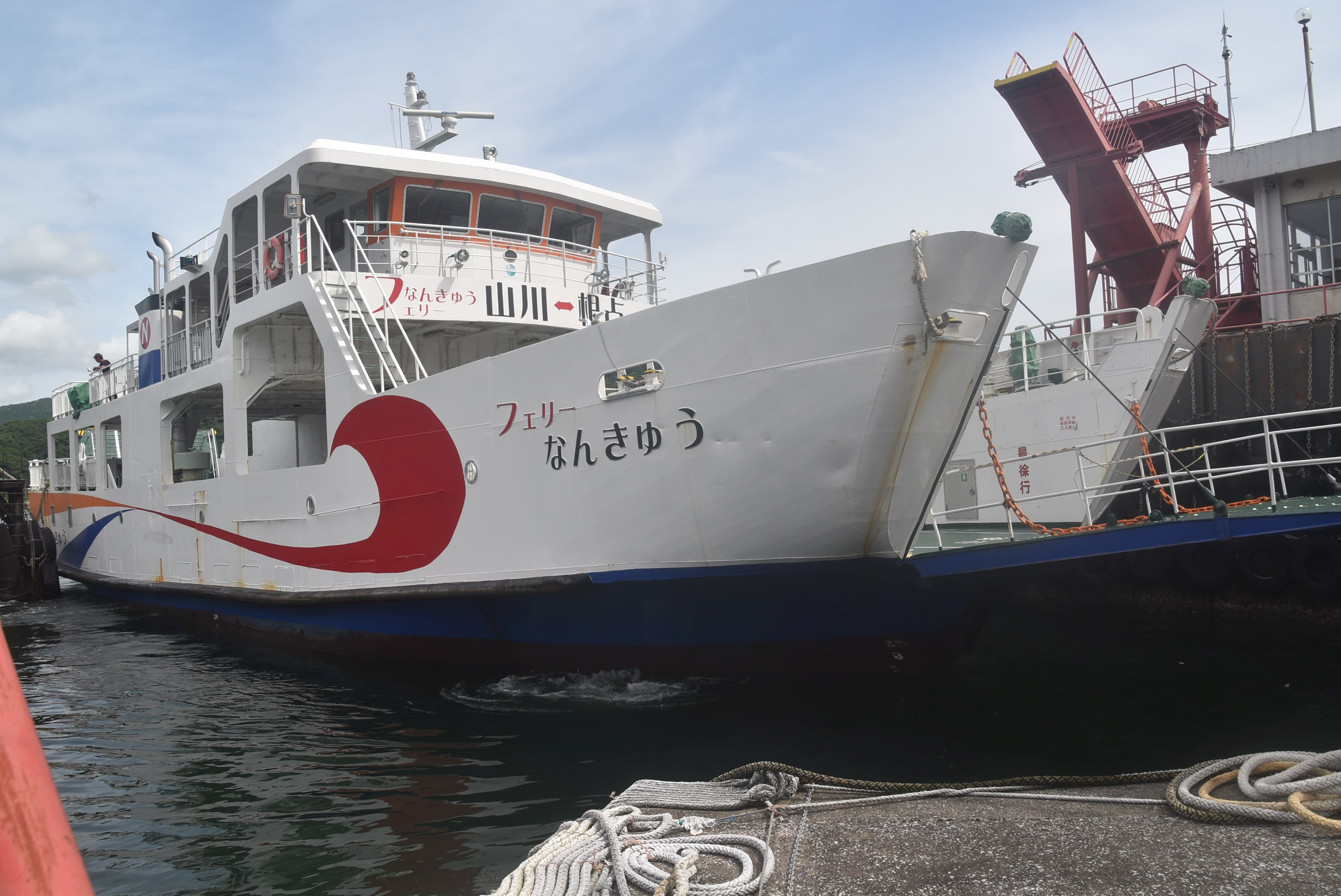
フェリーなんきゅう（2023年）が接岸し、出発
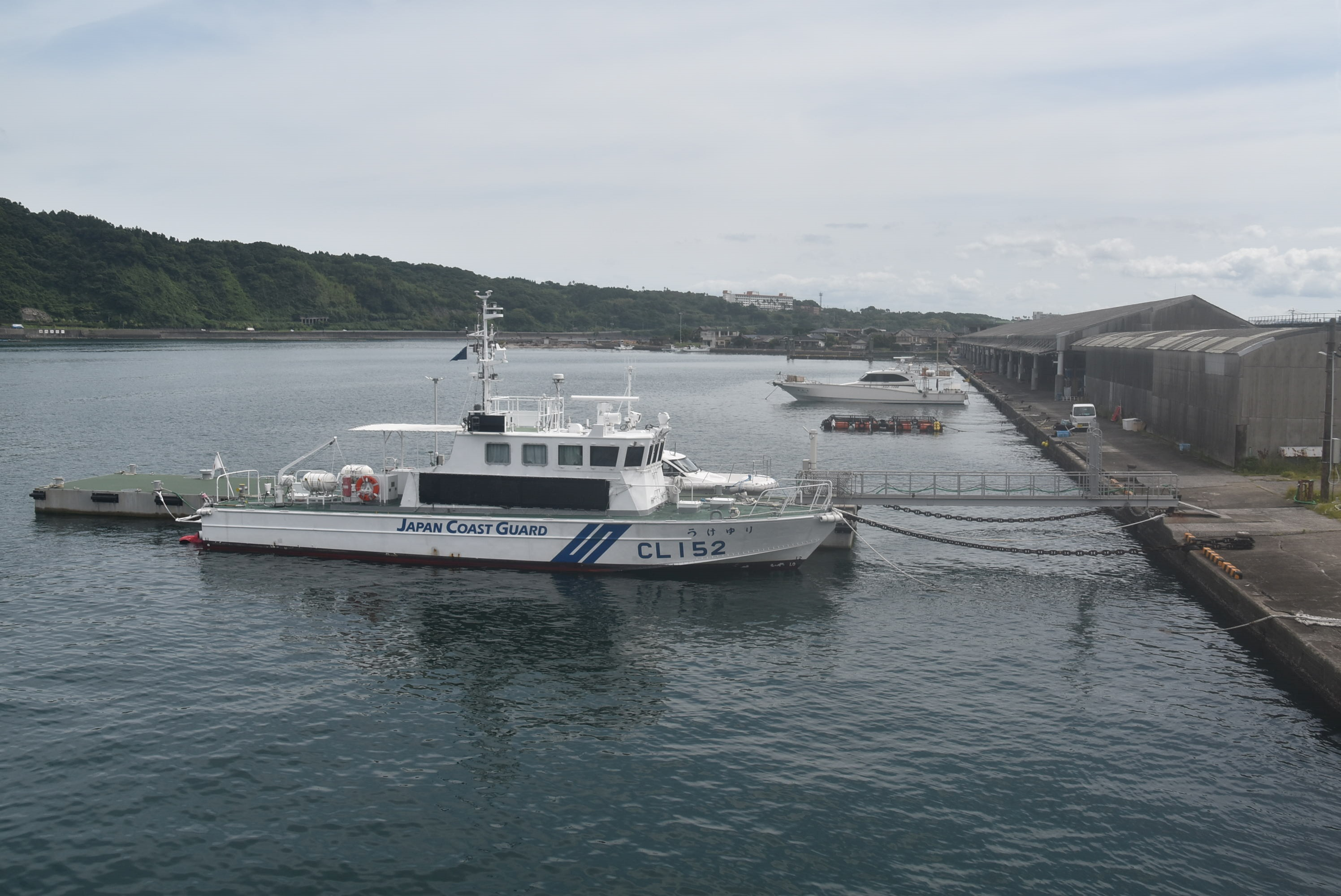
山川港内に海上保安庁巡視船も停泊している
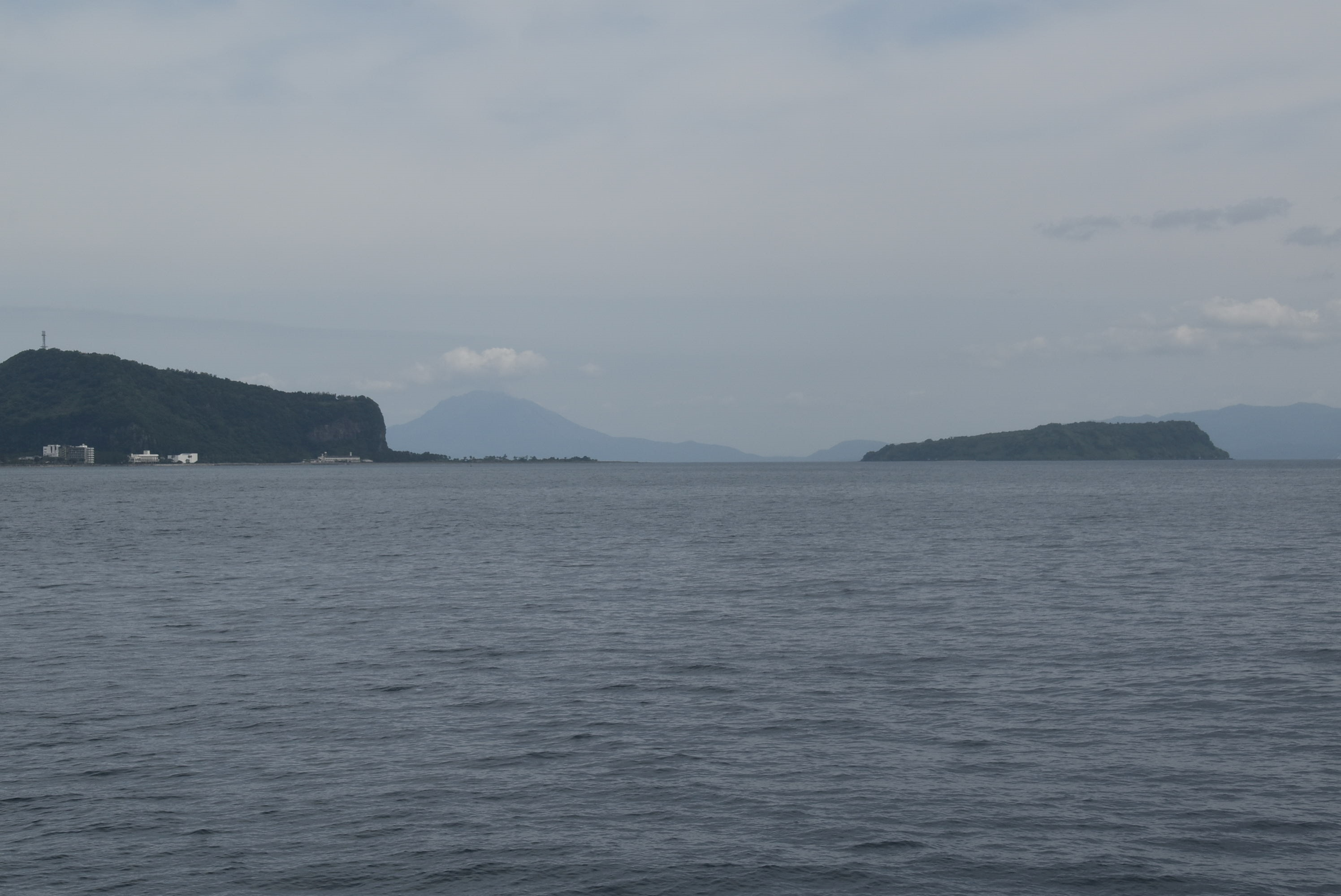
航行中、北には知林ヶ島と遠くに桜島
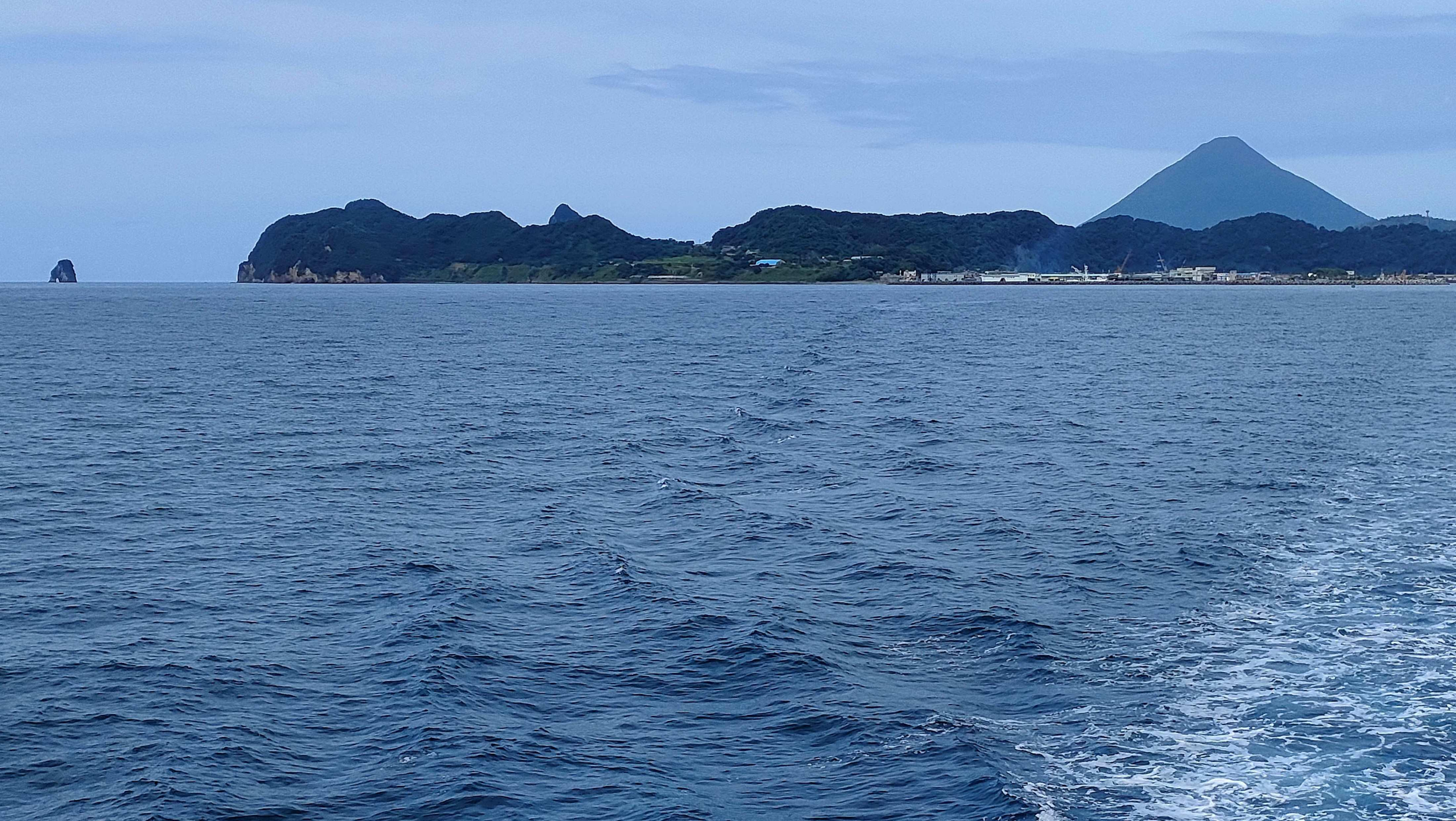
航行中、南には開聞岳（右）と太平洋（左）
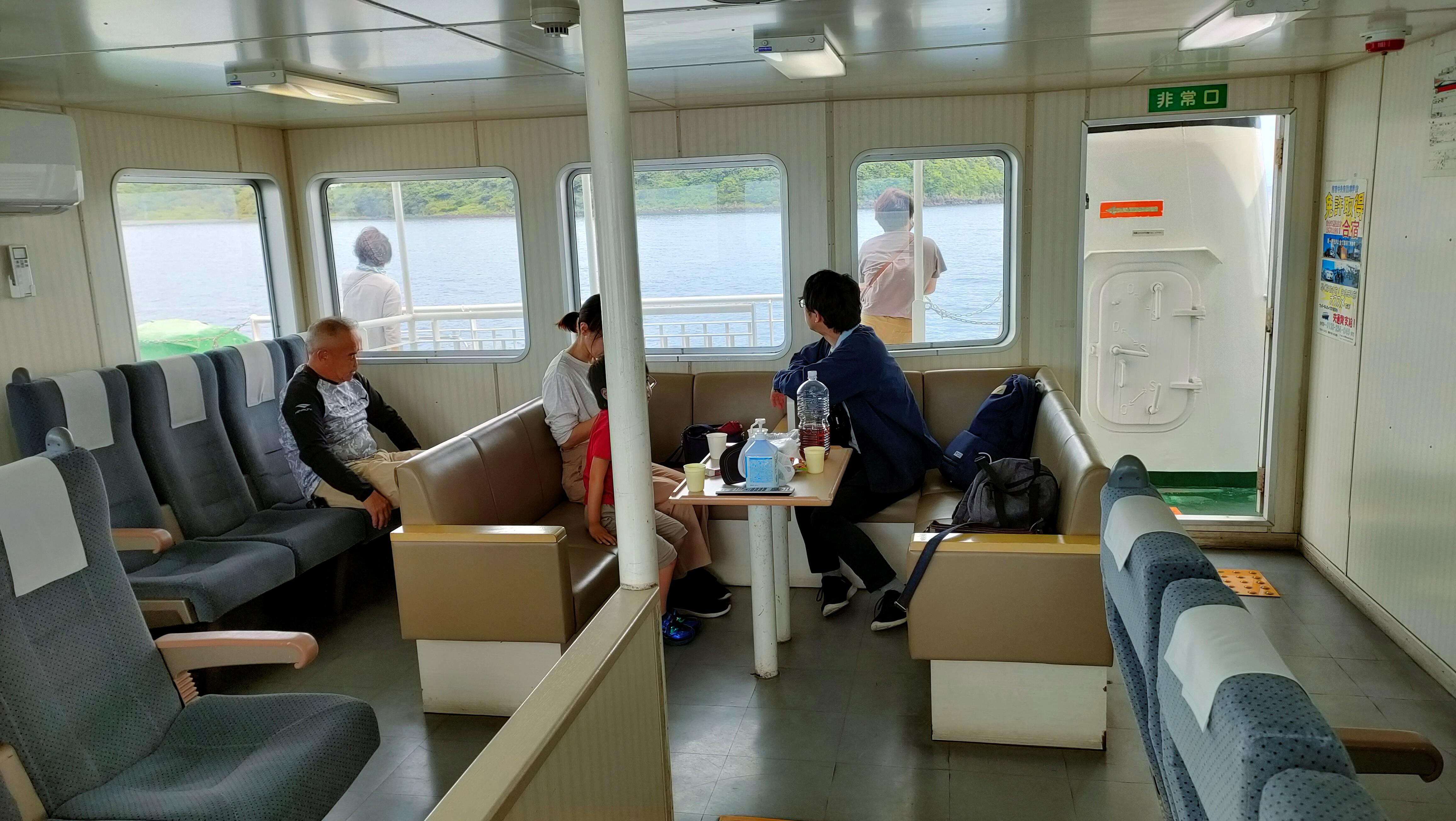
フェリーなんきゅう (2023年）船内の客室
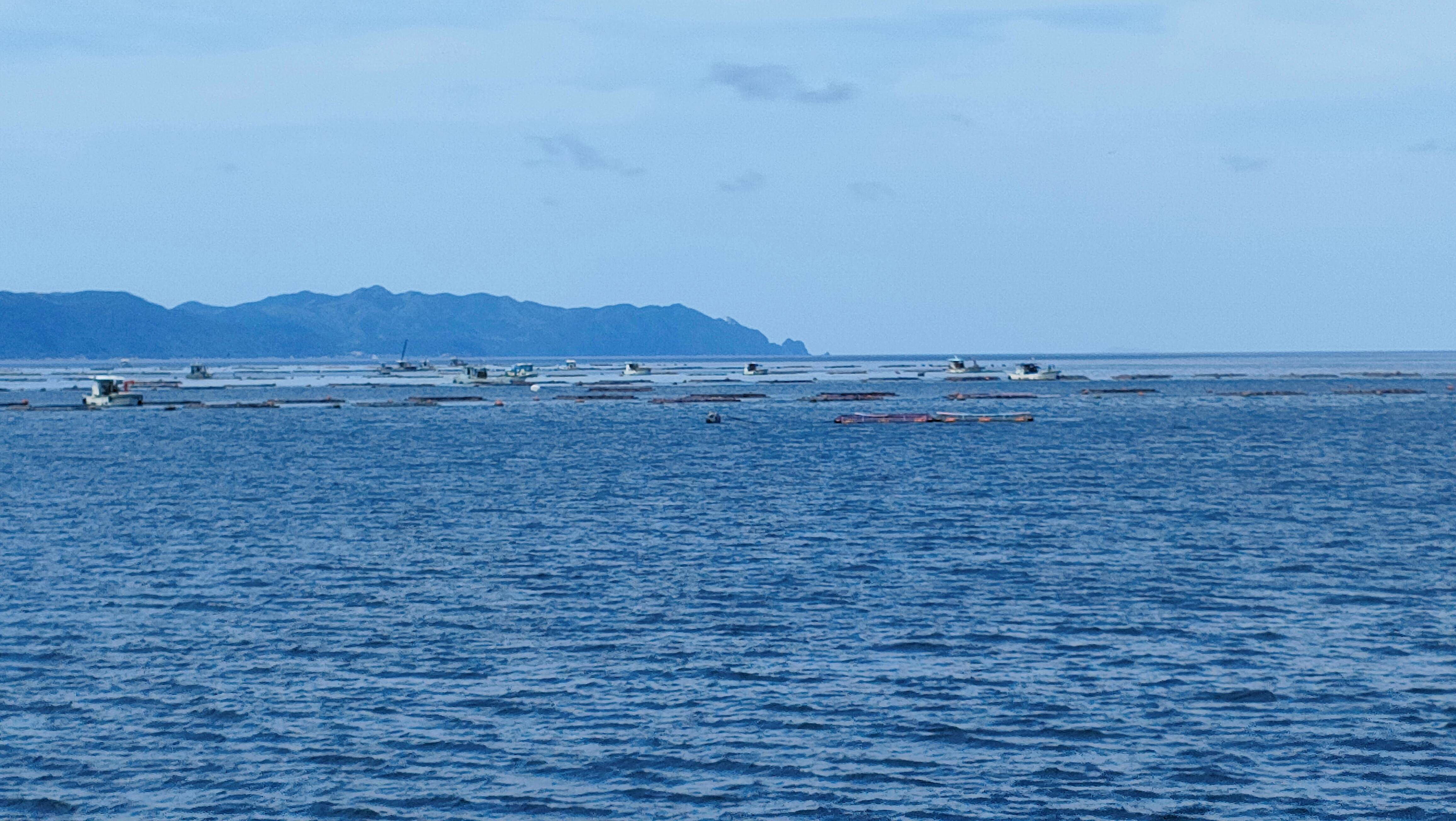
根占港付近は養殖用生け簀。遠くに大隅半島（左）と太平洋（右）
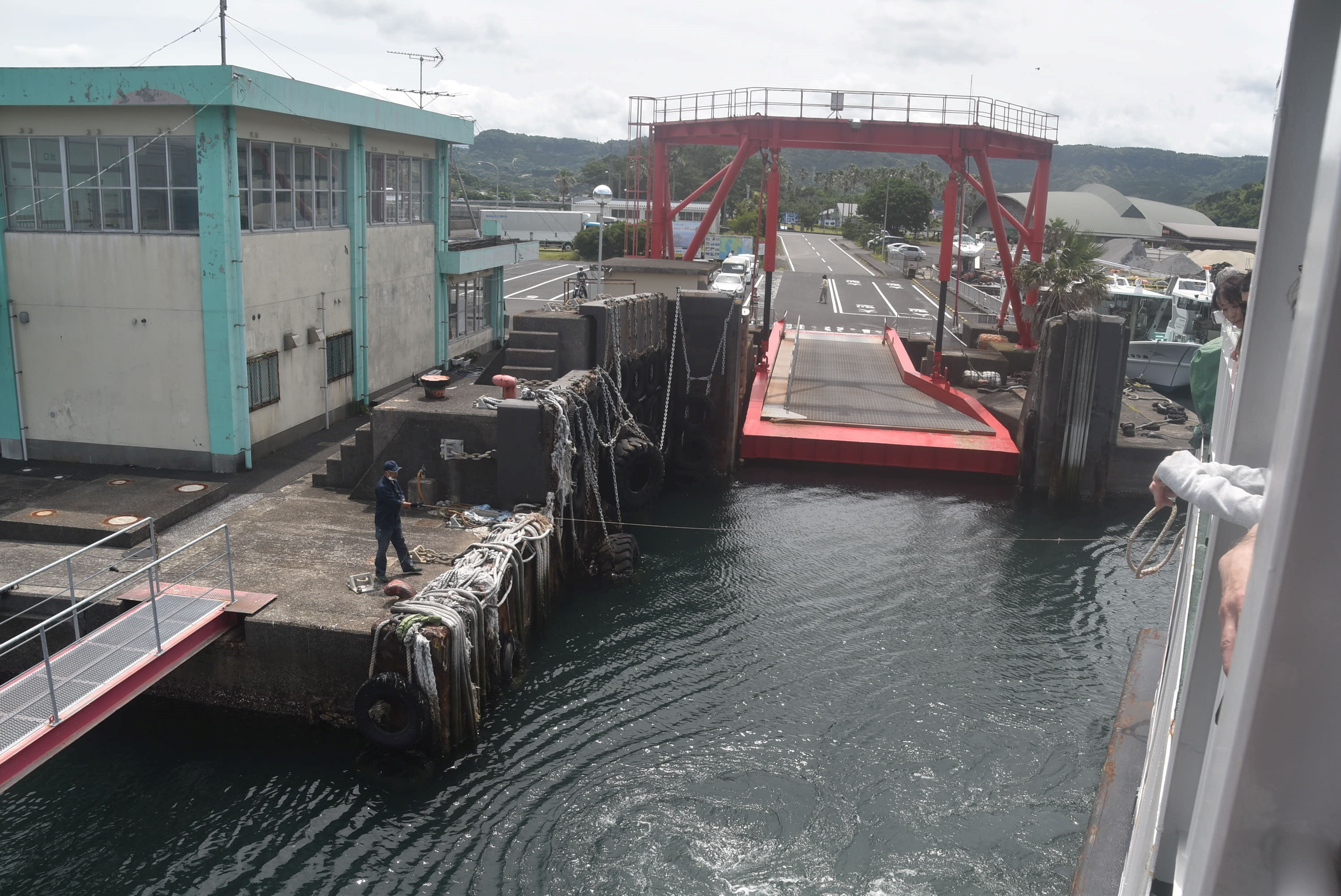
山川・根占フェリーの根占港出入航事務所

## 船舶

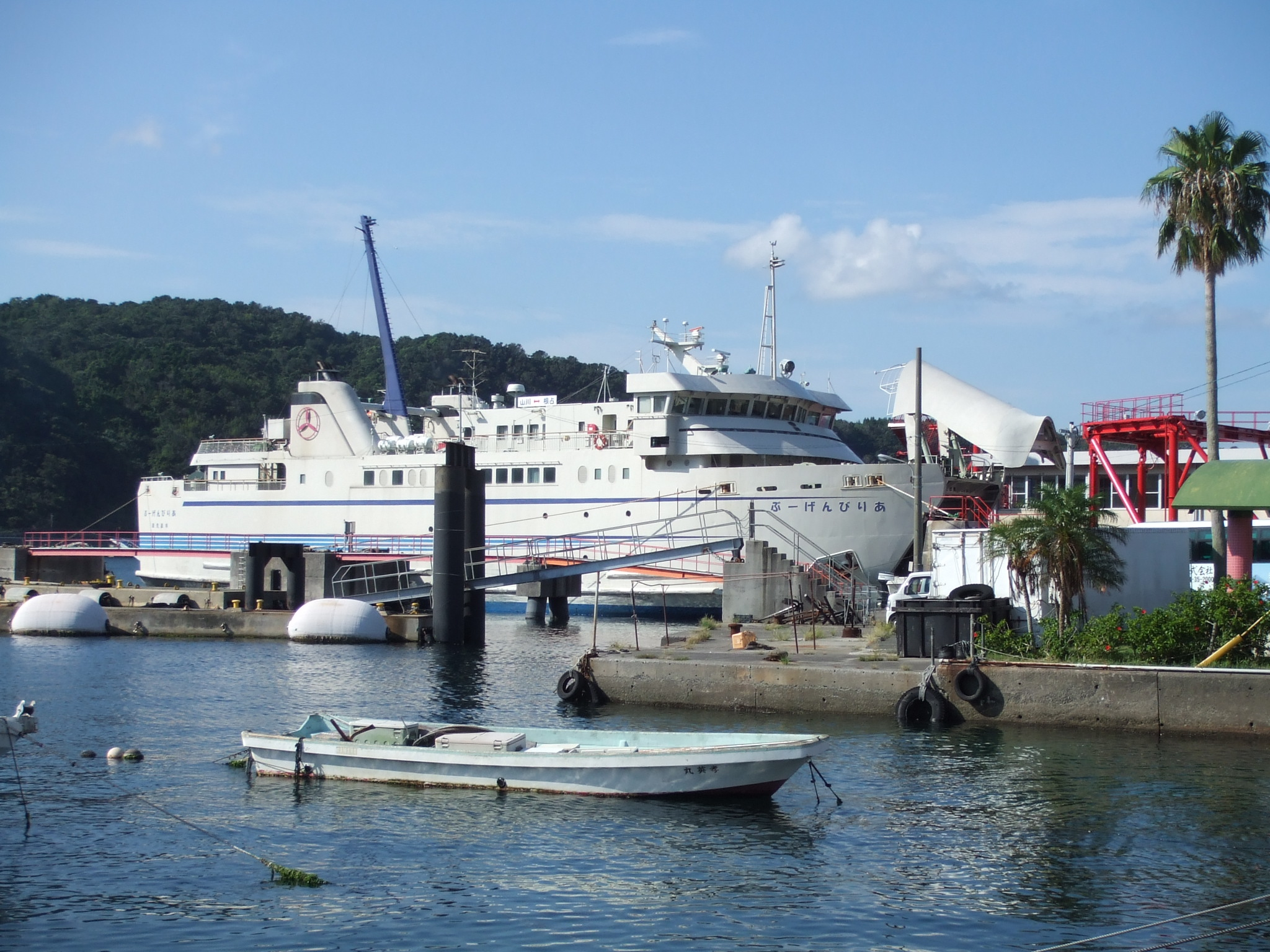
ぶーげんびりあ号（2006年8月19日）

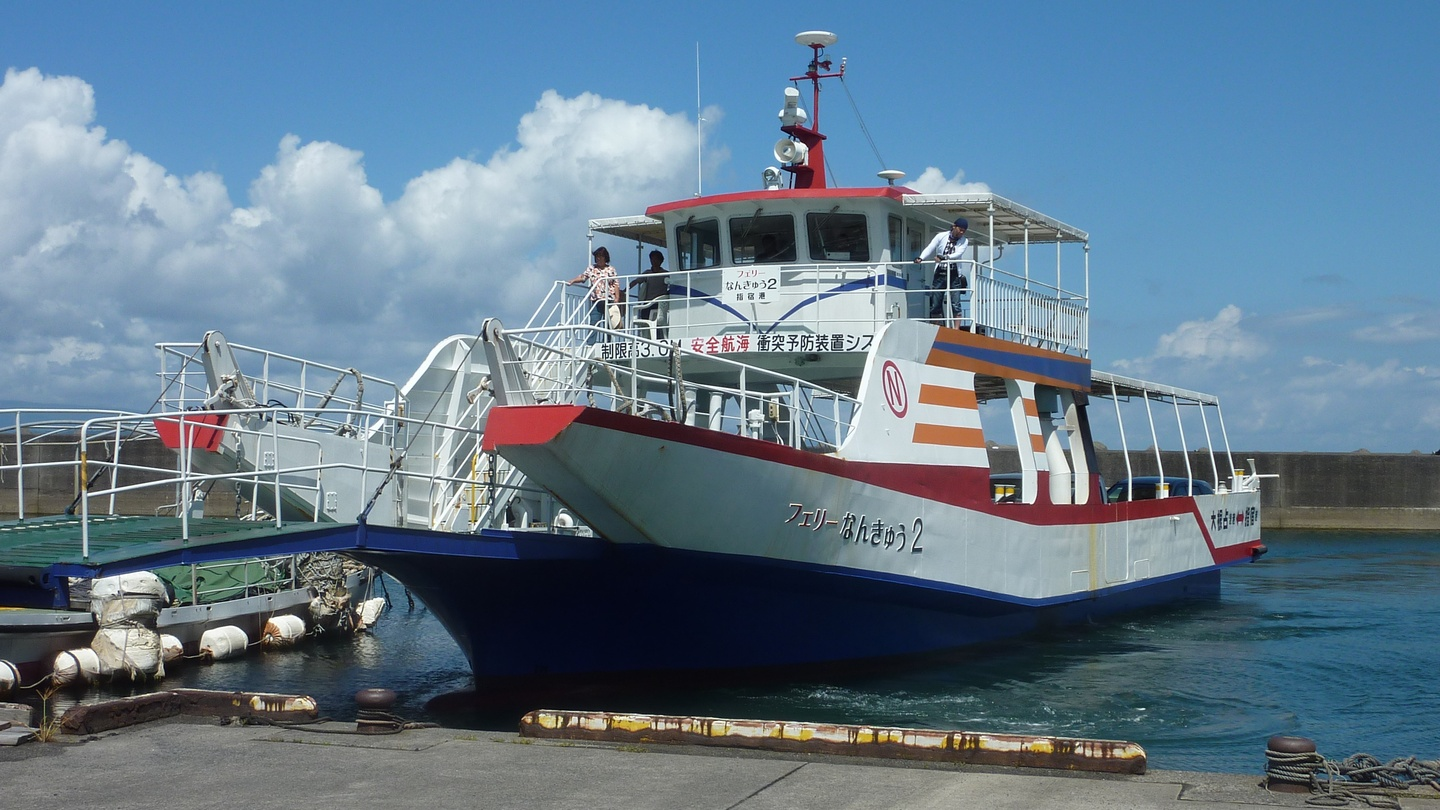
フェリーなんきゅう2（2010年、指宿・大根占航路時）

### 運航中の船舶
- フェリーなんきゅう (2代)

2011年8月10日就航、前畑造船建造
136総トン、全長34.1 m、幅8.6 m、吃水2.7 m、ディーゼル1基、700 PS、旅客定員95名、乗用車18台または乗用車6台および大型車2台

### 過去の船舶
- フェリー第五おおすみ

1984年4月16日就航、2002年9月30日引退、林兼造船長崎造船所建造（第912番船）
1,300総トン、全長71.24 m、幅13.3 m、深さ4.7 m、ディーゼル×2基2軸、4,200 PS、航海速力15.5ノット、旅客定員800名、乗用車61台
- ぶーげんびりあ

2010年2月28日運航休止、2011年3月海外売船、元・佐渡汽船「えっさ丸」
1,478総トン、乗客定員275名、乗用車12台および大型車6台
- フェリーなんきゅう (初代)

2004年8月1日就航、2005年12月引退、19総トン、全長30 m、幅7 m、前畑造船建造
- フェリーなんきゅう2

2005年7月竣工、2011年8月9日引退、19総トン、旅客定員12名、乗用車8台またはマイクロバス1台、前畑造船建造

## 事務所

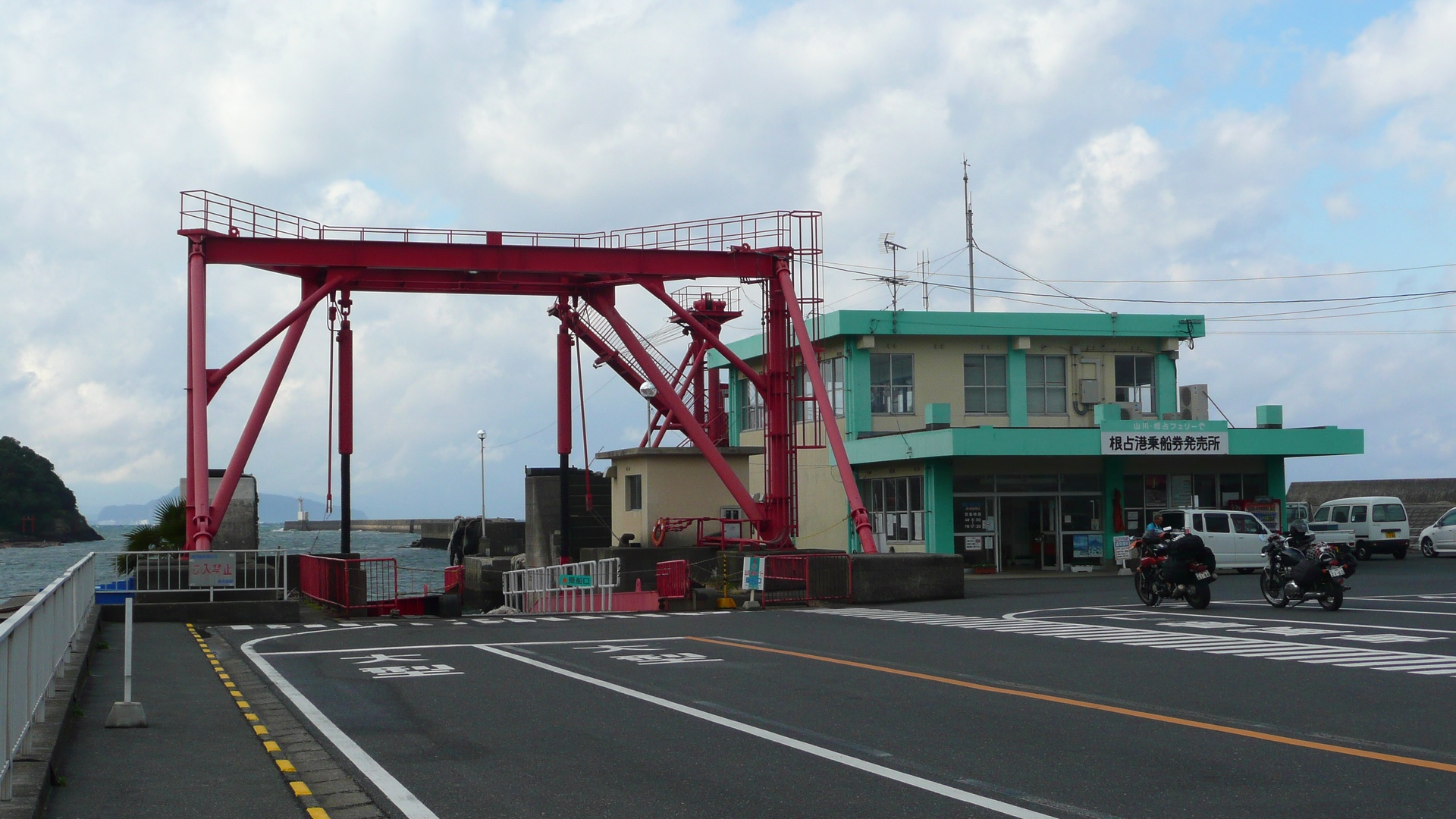
根占港

- 指宿市側：指宿市山川金生町38-1 北緯31度12分17.9秒 東経130度38分5.5秒 / 北緯31.204972度 東経130.634861度
- 南大隅町側：南大隅町根占川南721-20 北緯31度12分58秒 東経130度45分46.6秒 / 北緯31.21611度 東経130.762944度